# Гозд (Камник)
Гозд (словен. Gozd) — поселення в общині Камник, Осреднєсловенський регіон, Словенія. Висота над рівнем моря: 783,5 м.